# دوروثي سبنسر
دوروثي سبنسر (بالإنجليزية: Dorothy Spencer)‏ هي مونتيرة أمريكية، ولدت في 2 فبراير 1909 في كنتاكي في الولايات المتحدة، وتوفيت في 23 مايو 2002 في إنسينيتاس في الولايات المتحدة.

## وصلات خارجية
- دوروثي سبنسر على موقع IMDb (الإنجليزية)
- دوروثي سبنسر على موقع ألو سيني (الفرنسية)
- دوروثي سبنسر على موقع أول موفي (الإنجليزية)
- دوروثي سبنسر على موقع قاعدة بيانات الأفلام السويدية (السويدية)
- دوروثي سبنسر على موقع قاعدة بيانات الفيلم (الإنجليزية)
- دوروثي سبنسر على موقع كينوبويسك (الروسية)